# 볼트 (기업)
볼트(Bolt)는 에스토니아의 기업이다. 승차 공유, 마이크로 모빌리티 대여, 음식 및 식료품 배달(볼트 푸드), 카셰어링 서비스를 제공한다. 탈린에 본사를 두고 있으며 유럽, 아프리카, 서아시아, 라틴 아메리카의 45개국 이상에서 500개 이상의 도시에서 운영되고 있다. 1억 5천만 명 이상의 고객과 300만 명 이상의 운전자 및 운송 파트너를 보유하고 있다.